# U 967
U 967 war ein deutsches U-Boot vom Typ VII C, ein sogenanntes „Atlantikboot“, das durch die deutsche Kriegsmarine während des U-Boot-Krieges im Zweiten Weltkrieg im Nordatlantik und im Mittelmeer eingesetzt wurde. 

## Technische Daten
Ein VII C-Boot wurde bei der Überwasserfahrt von zwei 1400 PS starken Dieselmotoren angetrieben und erreichte eine Geschwindigkeit von 17 kn. Unter Wasser konnte so ein U-Boot mithilfe der zwei Elektromotoren mit je 375 PS 7,6 kn Fahrt machen. Die Leistungskraft der Batterien ermöglichte diese Höchstgeschwindigkeit bei der Unterwasserfahrt allerdings nur für eine Stunde. Bei geringerer Geschwindigkeit konnte das Boot theoretisch bis zu drei Tage unter Wasser fahren.
Als VII C-Boot hatte auch U 967 an der Oberfläche eine Wasserverdrängung von 769 t und unter Wasser 871 t. Es war insgesamt 67,1 m lang, 6,2 m breit, 9,6 m hoch mit einem 50,5 m langen Druckkörper und hatte einen Tiefgang von 4,74 m. Das in der Hamburger Werft Blohm & Voss gebaute U-Boot wurde von zwei Viertakt-Dieselmotoren F46 mit je 6 Zylindern und Ladegebläse der Kieler Germaniawerft mit einer Leistung von 2060 bis 2350 kW, bei Unterwasserbetrieb mit zwei Elektromotoren GU 460/8–27 von AEG mit einer Leistung von 550 kW angetrieben. Es hatte zwei Antriebswellen mit zwei 1,23 m großen Schiffsschrauben. Das Boot war zum Tauchen bis in Tiefen von 230 m geeignet.
U 967 war mit fünf 53,3-cm-Torpedorohren – vier am Bug und eins am Heck – und vierzehn Torpedos, einer 8,8-cm-Kanone SK C/35 mit 220 Schuss Munition, einer 3,7-cm-FlaK M42 18/36/37/43 und zwei 2-cm-FlaK C/30 ausgestattet.

## Einsatz und Geschichte
Vom 11. März bis zum 30. September 1943 fuhr U 967 als Ausbildungsboot bei der 5. U-Flottille und war in Kiel stationiert. Ab dem 1. Oktober 1943 kam das Boot als Frontboot zur 6. U-Flottille. 
Am 11. Oktober lief U 967 von Bergen zu seiner ersten Feindfahrt aus. Der Kommandant Oberleutnant zur See Loeder patrouillierte im Nordatlantik und nordwestlich von Spanien. In dieser Zeit war sein Boot den U-Bootgruppen Siegfried, Siegfried 1, Körner, Tirpitz 2, Eisenhart 4 und Schill 3 zugeteilt. Während dieser Einsatzfahrt wurde U 967 am 21. November von einem Flugzeug, vermutlich einer Consolidated B-24 „Liberator“ der 53 Sqn. der Royal Air Force, die den Geleitzug SL 139 begleitete, entdeckt. Die Besatzung konnte das Flugzeug aber mit Flak-Feuer abwehren.
Am 30. November 1943 wurde das Boot in der Biskaya erneut folgenlos von einem Flugzeug angegriffen. Die Einsatzfahrt endete am 1. Dezember 1943 in Saint-Nazaire.
Auf der zweiten Feindfahrt passierte U 967 am 14. Februar die Straße von Gibraltar und lief am 23. Februar 1944 in Toulon ein. Am 1. März 1944 wurde U 967 der im Mittelmeer stationierten 29. U-Flottille zugeteilt, wo es bis zu seinem Einsatzsende verblieb. 
Unter dem Kommando von Kapitänleutnant Albrecht Brandi operierte das Boot während seiner dritten Feindfahrt im April und Mai 1944 vor der algerischen Küste. Brandi beteiligte sich Anfang Mai am Angriff auf den alliierten Geleitzug GUS 38 und versenkte am 5. Mai den US-amerikanischen Geleitzerstörer USS Fechteler (DE 157) (Lage). Unter dem nächsten Kommandanten, Oberleutnant zur See Heinz-Eugen Eberbach, der den wegen Krankheit ausgefallenen Brandi ersetzte, lief U 967 zu keiner weiteren Unternehmung aus. Das Boot wurde bei Annäherung der alliierten Truppen von der Besatzung ausgeschlachtet und am 9. August bei Toulon durch Sprengung versenkt.